# Суса (Торино)
Суса (итал. Susa) је насеље у Италији у округу Торино, региону Пијемонт.
Према процени из 2011. у насељу је живело 5614 становника. Насеље се налази на надморској висини од 487 м.

## Становништво
Према резултатима пописа становништва 2011. у општини је живело 6.629 становника.
| 1931. | 1936. | 1951. | 1961. | 1971. | 1981. | 1991. | 2001. | 2011. |
| ----- | ----- | ----- | ----- | ----- | ----- | ----- | ----- | ----- |
| 5.346 | 4.952 | 5.868 | 6.039 | 7.245 | 7.099 | 6.691 | 6.577 | 6.629 |

## Партнерски градови
- Бријансон, Паола, Barnstaple